# Forenede Silla (koreansk stat)
Det Forenede Silla (668-935, Hangul: 통일 신라; Hanja: 統一 新 羅) også kaldet Sene Silla (Hangul: 후 신라; Hanja: 後 新 羅; revideret romanisering: Hushila, koreansk udtale: [huːɕʰila]), er navnet ofte anvendt på den koreanske rige Silla, et af Koreas tre kongedømmer, efter, at det erobrede Baekje i 660 og Goguryeo i 668 og derved samlede den sydlige og midterste del af den koreanske halvø. Senere var Silla en velstående og rigt land, og dets hovedstad Gyeongju regnes som den fjerde største by i verden i datiden. Under sin storhedstid befandt landet sig i strid med Balhae, et Goguryeo-Mohe rige i nord om overherredømmet i regionen. Under hele dets eksistens var Forenede Silla plaget af intriger og politisk uro, hovedsagelig ved oprørsgrupperne i de erobrede riger Baekje og Goguryeo, der førte til De senere tre kongedømmers periode i slutningen af det 9. århundrede. På trods af den politiske ustabilitet blomstrede kultur og kunst i det Forenede Silla. Gennem tætte bånd havde det forbindelse med Tang-dynastiet, og buddhisme og konfucianismen blev vigtigste filosofiske ideologier hos eliten samt grundpillerne i periodens arkitektur og kunst. Dens sidste konge, Gyeongsun, regerede kun af navn over staten og underlagde sig det fremvoksende Goryeo i 935, hvilket bragte dynastiet til ophør.
Selv traditionelt betragtes som den første forenede koreanske stat, hævder moderne koreanske historikere, at det Forenede Goryeo faktisk var den første ægte forenede stat for den koreanske nation.

## Navnet
Moderne koreanske historikere begyndte at kritisere den traditionelle opfattelse af Forenede Silla som foreningen af Korea. Ifølge dette synspunkt må Goryeo betragtes som den første forening af Korea, da Balhae stadig eksisterede efter etableringen af "Forenede Silla", på trods af besættelsen af territoriet nord for den koreanske halvø.

## Foreningen
I 660 beordrede kong Munmu af Silla sine hære til at angribe Baekje. General Kim Yu-shin besejrede general Gyebaek med hjælp fra Tang-styrker og erobrede Baekje. I 661 angreb han Goguryeo men blev slået tilbage. Kong Munmu var den første hersker nogensinde at se den sydlige del af den koreanske halvø som en samlet politisk enhed efter faldet af Gojoseon. Som sådan bliver Silla kongeriget efter år 668 ofte omtalt som det Forenede Silla. Det Forenede Silla varede i 267 år, indtil det, under kong Gyeongsun, faldt til Goryeo i 935.

## Kultur
Det Forenede Silla nød godt af den maritime dygtighed i Baekje, og i løbet af de 8. og 9. århundrede dominerede det havene i Østasien og handelen mellem Kina, Korea og Japan, især under Jang Bogos tid; endvidere etablerede søfolk fra Silla oversøiske samfund i Kina på Shandong-halvøen og ved udmundingen af Yangtze-floden.
Det Forenede Silla oplevede en guldalder for kunst og kultur, som det fremgår af Hwangnyongsa, Seokguram og Emille Bell. Buddhismen blomstrede i denne tid, og mange koreanske buddhister opnåede stor berømmelse blandt kinesiske buddhister og bidrog til kinesisk buddhisme, herunder: Woncheuk, Wonhyo, Uisang, Musang, og Kim Gyo-gak, en Silla prins hvis indflydelse gjorde Jiuhua-bjerget til et af de fire hellige bjerge i kinesisk buddhisme.
Det Forenede Silla og Tang-dynastiet opretholdt tætte bånd. Dette fremgår af den stadige import af kinesisk kultur. Mange koreanske munke rejste til Kina for at lære om buddhisme. Munken Hyech'o tog til Indien for at studere buddhisme og skrev en beretning om sine rejser. Forskellige nye sekter af buddhismen blev indført ved disse rejser af munke, der havde studeret i udlandet som Zen og Rene Land Skolen.
Det Forenede Silla lod foretage en optælling af alle byer med hensyn til størrelse og befolkning, samt af heste, køer og særlige produkter og registrerede disse data i Minjeongmunseo (민정 문서). Rapporteringen blev forestået af lederen af hver by.
Et nationalt konfucianske kollegium blev etableret i 682 og omkring 750 blev det omdøbt Nationale konfucianske Universitet. Adgang til universitetet var begrænset til aristokratiet.

## Bloktryk
Bloktryk blev brugt til at udbrede buddhistiske sutraer og konfucianske værker. Under renoveringen af Pagoda der ingen skygger kaster, blev en gammel udskrift af et buddhistisk sutra opdaget. Trykket er dateret til 751 e.Kr. og er den ældste opdagede trykte materiale i verden.